# Gornja Radgona
Gornja Radgona (IPA: [ˈgoːrnja ˈraːdgɔna], régi magyar nevén Regede vagy Felsőregede, németül Oberradkersburg IPA: [ˈoːbɐˌratkɐsbuʁk], vendül Gorenja Radgonja IPA: [ˈgoːrɛnja ˈraːdgɔnja]) egy szlovéniai kisváros és az azonos nevű község (járás) központja a Mura déli partján.
A város 1919-ben, az első világháborút követően szakadt el az Ausztriához tartozó Bad Radkersburgtól, amelynek addig elővárosa volt. Azóta népessége gyorsan nőtt, ma már a vidék legnagyobb települése, 2007-ig fontos közúti határátkelőhely volt.

## Nevének etimológiája
Neve a déli szláv Radigoj személynévből származik, eredeti jelentése Radigoj vára volt. A régi magyar nyelvben a szláv névből alakult ki a magyar Radage változat (említése fennmaradt 1255-ből), majd ebből a Regede (1347-től) elnevezés.

## A község (járás) települései
Gornja Radgona község 30 településből áll. Ezek:
Aženski Vrh, Črešnjevci, Gornja Radgona, Gornji Ivanjci, Hercegovščak, Ivanjski Vrh, Ivanjševci ob Ščavnici, Ivanjševski Vrh, Kunova, Lastomerci, Lokavci, Lomanoše, Mele (Szlovénia), Negova, Norički Vrh, Očeslavci, Orehovci, Orehovski Vrh, Plitvički Vrh, Podgrad (Gornja Radgona), Police (Gornja Radgona), Ptujska Cesta, Radvenci, Rodmošci, Spodnja Ščavnica, Spodnji Ivanjci, Stavešinci, Stavešinski Vrh, Zagajski Vrh és Zbigovci.

## Fekvése
Gornja Radgona a Mura déli partján, stratégiai fontosságú helyen fekszik. A Murát követő síkságot a Várdomb (Grajskega griča) töri meg, elválasztván egymástól az északra lévő Apačei-medencét és a tőle délre fekvő muramenti síkságot. A város korábban fontos közúti határátkelőhely volt, az első világháború végéig vasúti összeköttetése volt Graz-cal, ma már csak Ljutomér irányában járnak a vonatok.

## Története

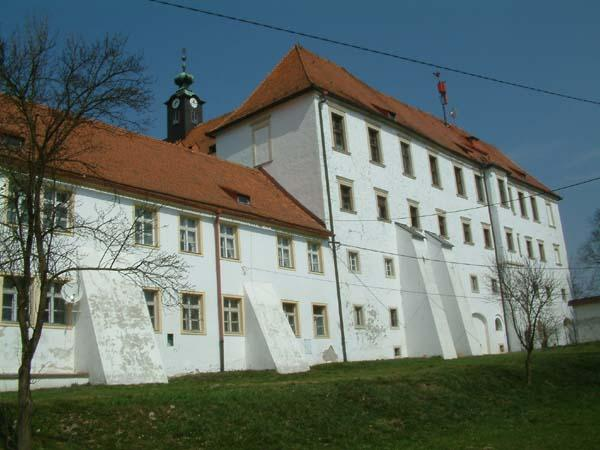
A várkastély

Gornja Radgona története a 20. század kezdetéig azonos a szomszédos Bad Radkersburg történetével, amelynek a Mura déli partjára szakadt része volt. Egy 1182-es oklevél említi elsőként, 1265-ben már vásártartási jogot, 1299-ben városi rangot nyert. Ekkor épült Gornja Radgona első jelentősebb épülete, a Várdombon álló erődítmény. A település megerősített helyként kulcsszerepet kapott a Magyarország ellen létesített délkeleti védelmi zónában. 1480-tól kezdve 10 éven át, Mátyás király hódításai révén a Magyar Királyság fennhatósága alá tartozott.  Az Oszmán Birodalom elleni harcok idején újból megerősítették. A 18. században több parasztfelkelés is kitört a környéken. A 19. század végére egyre feszültebbé vált a viszony a környéken lakó szlovén parasztság és a városban élő német nyelvű polgárság között. A szlovének és a németek versengtek a város feletti irányításért, előbbiek a keleti vagy más néven pannonszlovén (vend) régió központjává akarták emelni, amely a stájerországi és magyarországi szlovének számára egyfajta regionális főváros akart lenni. A regedei Weitzinger-féle nyomdában is pl. több tízezer szlovén nyelvű könyvet nyomtattak mind a Magyarországon élő, mind a stájervidéki szlovénok számára, amelyek egy jelentékeny része a mai napig fennmaradt.
A városnak közvetlenül a határ mellett való elhelyezkedése révén mindig is szoros kapcsolata volt Magyarországgal. Ez kitűnik a mai napig a radgonai nyelvjáráson is, amely a muravidéki (vend) nyelvhez a legjobban áll közel a környékbeli (ún. prlekijai) nyelvjárások közül, sőt a lakosság egy jelentős része olyan vezetékneveket visel, amelyek a szomszédos Muravidéken igen gyakoriak.
Az első világháború végén az újonnan szerveződő délszláv hadsereg szállta meg a várost. A Mura északi partjáról a német nyelvű polgárok felkelése miatt a délszláv csapatoknak ki kellett vonulniuk, a déli parton fekvő Gornja Radgona azonban a Szerb–Horvát–Szlovén Királyság része lett. A település Mura menti kettéosztását a Saint-germaini békeszerződés rögzítette. A falusi rangon önállóvá váló település a korábbi város területének 50, lakosságának 12%-át örökölte meg. Bad Radkersburg és Gornja Radgona története 80 évre vált el egymástól, az első világháború végén felrobbantott hidat csak 1932-ben nyitották meg újból.

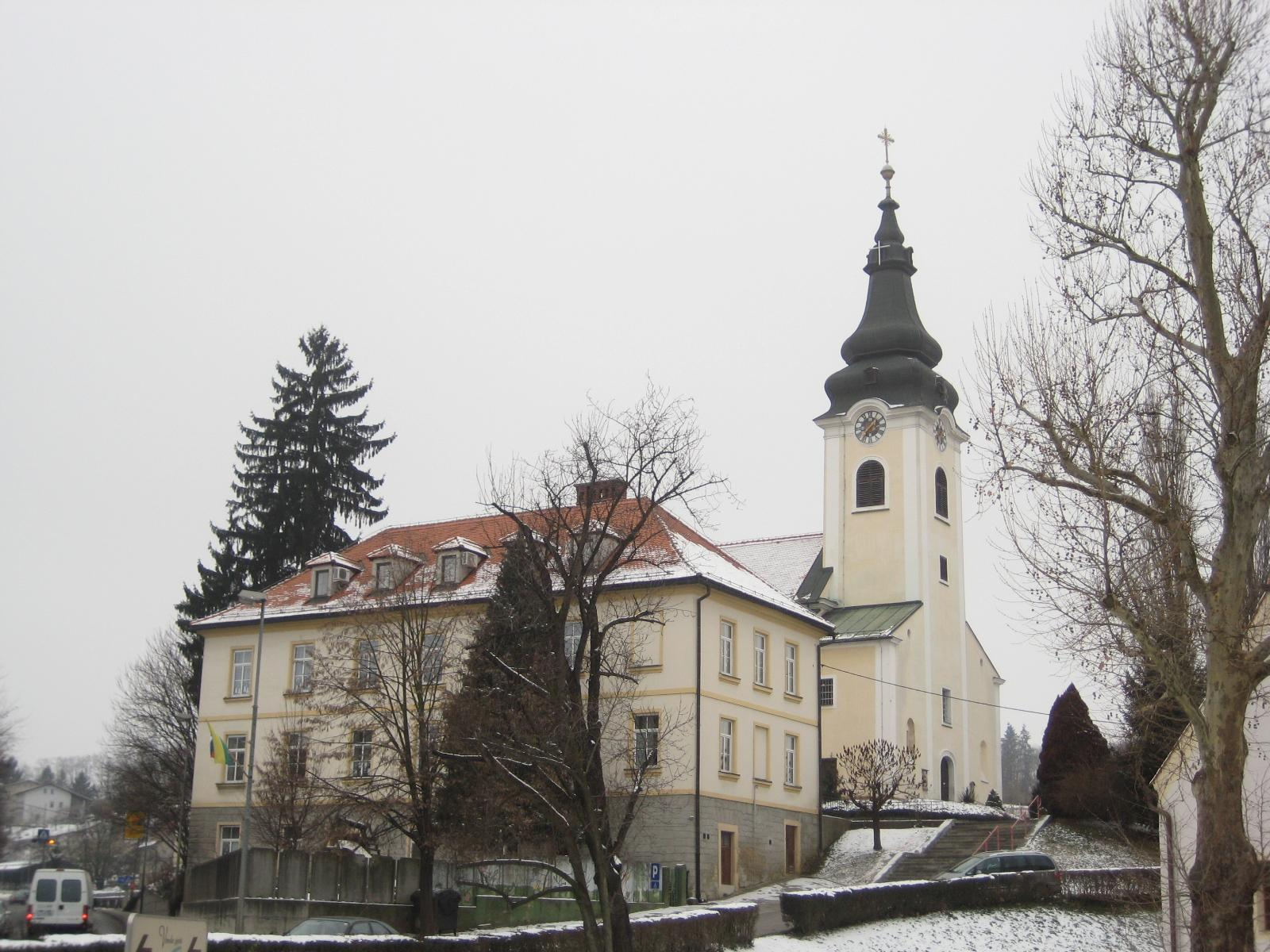
A katolikus templom

A második világháború után a város már egyöntetűen szlovén nyelvűvé vált, a két szomszédos állam fagyos viszonya miatt az 1945-ben újból felrobbantott hidat 1968-ig nem is építették újjá. Az ekkor megnyílt határátkelő ismét közelebb hozta egymáshoz az ikerváros két részét, Gornja Radgona fontos közúti határátkelőhely lett. A Mura-híd környéke a 20. század során még egyszer, 1991-ben vált harcok színterévé, amikor a Jugoszláv Néphadsereg egységei csaptak össze a függetlenséget támogató szlovénekkel. (Lásd: Szlovéniai tíznapos háború.) 2007-ben a schengeni szerződés révén megszűnt a határátkelőhely, azóta Gornja Radgona egyre közelebb kerül egykori anyatelepüléséhez, a szomszédos Bad Radkersburghoz.